# ドン・ウィルソン (ボクサー)
ドン・"ザ・ドラゴン"・星野・ウィルソン（Don Wilson、1954年9月10日 - ）は、アメリカ合衆国のキックボクサー、映画俳優。フロリダ州出身。カンフーを経験した後、剛柔流空手に移り、その後キックボクシングに転向した。
日本人の母親とアメリカ人の父を持つアメリカ人で、父親はケネディ宇宙センターのエンジニア。世界で最も多くキックボクシングの世界タイトルを保持するキックボクサーとしてギネスブック（2002年度版）にも載っている。
プロボクシングのキャリアもあり、戦績は6勝3敗。

## 戦績
- プロキックボクシング: 71勝 5敗 2引き分け 47KO

| 勝敗 | 対戦相手                 | 試合結果        | 大会名                                                        | 開催年月日    |
| ○    | ブランコ・シカティック   | 7R KO           | K.I.C.K.世界ライトヘビー級タイトルマッチ フロリダ州オーランド | 1987年9月12日 |
| ○    | モーリス・スミス         | 2分11R終了 判定 | WKA世界ライトヘビー級タイトルマッチ 後楽園ホール              | 1983年5月21日 |
| ○    | ジェームズ・ワーリング   | 2分11R終了 判定 | WKA世界ライトヘビー級タイトルマッチ 後楽園ホール              | 1982年9月4日  |
| ○    | モハメッド アシュラ タイ | 2R KO           | 新日本プロレス創立10周年記念大会 蔵前国技館                   | 1981年6月24日 |

## 獲得タイトル
- PKAフロリダ州ミドル級王座（1978年）
- PKA全米ミドル級王座（1979年）
- WKA世界ライトヘビー級王座（1980年）
- STAR世界ライトヘビー級王座（1980年）
- WKC世界ライトヘビー級王座（1982年）
- KICK世界ライトヘビー級王座（1983年）
- WKA世界クルーザー級王座（1983年）
- STAR世界クルーザー級王座（1983年）
- WKA 世界スーパーライトヘビー級王座（1984年）
- STAR世界スーパーライトヘビー級王座（1984年）
- ISKA世界クルーザー級王座（1988年）
- PKO世界ライトヘビー級王座（1989年）
- IKF世界クルーザー級王座（1999）
- ISKA北アメリカクルーザー級王座（2000年）

- オフィシャル・カラテ・マガジン誌認定ファイター・オブ・ザ・イヤー（1983年）
- ブラックベルト誌主催殿堂入り（1984年）
- オフィシャル・カラテ・マガジン誌主催殿堂入り（1984年）